# کودت
کودت (به لاتین: Kudat) یک منطقهٔ مسکونی در مالزی است که در Kudat Division واقع شده‌است. کودت ۲۹٬۰۲۵ نفر جمعیت دارد.